# Marc Gottschling
Marc Gottschling ( n. 1971 ) es un botánico, profesor alemán, desarrollando tareas académicas en la Universidad de Múnich. En 1999, realizó tareas botánicas en Pinar del Río, Cuba. Y en 2001, a Perú.
Entre abril de 2001 a febrero de 2003 preparó y defendió una tesis de PhD en la Universidad Libre de Berlín, magna cum laude, con el título de ‘Análisis filogenético de seleccionadas Boraginales’. Y entre abril de 2004 a marzo de 2005 realizó una visita científica de postdoctorado al Missouri Botanical Garden de Saint Louis, EE. UU..

## Algunas publicaciones

### Libros
- 2008. Aktuelle Herausforderungen für Diversitätserfassung und Systematik: Blütenpflanzen, Kalkige Dinoflagellaten und Papillomviren im Vergleich: Zusammenfassung der als wissenschaftliche Habilitationsleistung zu bewertenden Forschungsergebnisse (Retos actuales para captar la diversidad y sistemática: las plantas con flores, dinoflagelados calcáreas y papilomavirus en comparación: resumen de los servicios de habilitación como resultado de la investigación científica para ser evaluados).

- 2003. Phylogenetic Analysis of Selected Boraginales. 202 pp.

- La abreviatura «Gottschling» se emplea para indicar a Marc Gottschling como autoridad en la descripción y clasificación científica de los vegetales.[2]